# Општина Галаци (Галац)
Галаци (рум. Galaţi) општина је у Румунији у округу Галац.
Oпштина се налази на надморској висини од 55 m.

## Становништво

### Попис2002.
| Расподела становништва по националности 2002.‍ | Расподела становништва по националности 2002.‍ | Расподела становништва по националности 2002.‍ | Расподела становништва по националности 2002.‍ | Расподела становништва по националности 2002.‍ |
| --------------------------------------------- | --------------------------------------------- | --------------------------------------------- | --------------------------------------------- | --------------------------------------------- |
|                                               |                                               |                                               |                                               |                                               |
| Румуни                                        | Румуни                                        |                                               | 295.924                                       | 99,0%                                         |
| Мађари                                        | Мађари                                        |                                               | 205                                           | 0,1%                                          |
| Роми                                          | Роми                                          |                                               | 1.483                                         | 0,5%                                          |
| Украјинци                                     | Украјинци                                     |                                               | 76                                            | 0,0%                                          |
| Немци                                         | Немци                                         |                                               | 114                                           | 0,0%                                          |
| Руси                                          | Руси                                          |                                               | 290                                           | 0,1%                                          |
| Турци                                         | Турци                                         |                                               | 78                                            | 0,0%                                          |
| Татари                                        | Татари                                        |                                               | 8                                             | 0,0%                                          |
| Срби                                          | Срби                                          |                                               | 6                                             | 0,0%                                          |
| Бугари                                        | Бугари                                        |                                               | 14                                            | 0,0%                                          |
| Грци                                          | Грци                                          |                                               | 247                                           | 0,1%                                          |
| Јевреји                                       | Јевреји                                       |                                               | 115                                           | 0,0%                                          |
| Чеси                                          | Чеси                                          |                                               | 4                                             | 0,0%                                          |
| Пољаци                                        | Пољаци                                        |                                               | 8                                             | 0,0%                                          |
| Италијани                                     | Италијани                                     |                                               | 61                                            | 0,0%                                          |
| Кинези                                        | Кинези                                        |                                               | 4                                             | 0,0%                                          |
| Јермени                                       | Јермени                                       |                                               | 45                                            | 0,0%                                          |
| други                                         | други                                         |                                               | 160                                           | 0,1%                                          |
| неизјашњени                                   | неизјашњени                                   |                                               | 18                                            | 0,0%                                          |

### Хронологија
| Година       | 1992   | 1993   | 1994   | 1995   | 1996   | 1997   | 1998   | 1999   | 2000   | 2001   | 2002   | 2003   | 2004   | 2005   | 2006   | 2007   | 2008   | 2009   | 2010   | 2011   | 2012   | 2013   | 2014   | 2015   | 2016   | 2017   |
| ------------ | ------ | ------ | ------ | ------ | ------ | ------ | ------ | ------ | ------ | ------ | ------ | ------ | ------ | ------ | ------ | ------ | ------ | ------ | ------ | ------ | ------ | ------ | ------ | ------ | ------ | ------ |
| Становништво | 312329 | 314502 | 316482 | 317450 | 318223 | 318998 | 319156 | 319106 | 318922 | 318724 | 318404 | 317545 | 315880 | 314777 | 313821 | 312750 | 311572 | 310761 | 309818 | 308068 | 307597 | 307113 | 306404 | 304964 | 303554 | 302772 |